# Роза 'Климентина'
Ро́за 'Клименти́на' — сорт чайно-гибридных роз.
Не следует путать с 'Clémentine' Vibert, 1818; 'Clementine' Paul, 1892; 'Clementine' Evers/Tantau, 1997; 'Clémentine' Descemet, 1815; 'Clementine' Wagner, 1928.

## Происхождение
Селекционер: Вера Николаевна Клименко (1909—1985 гг). Она работала с коллекцией роз Никитского ботанического сада с 1955 по 1978 годы. Всего ею создано более 50 сортов, среди которых, например, самый популярный в Крыму сорт плетистой розы 'Красный Маяк', и одна из наиболее знаменитых роз селекции Никитского сада — 'Климентина'.
Семена, полученные от скрещиваний 'Independence' × 'Peace', были посеяны в самой старой, так называемой Стевенской теплице в Нижнем Парке Сада. Через месяц появились обильные всходы. Зимой того же года сотрудников Сада среди ночи разбудил колокольный набат — Стевенская теплица горела. Вера Николаевна успела вынести из неё только один ящик с сеянцами 1955 года. Именно из них впоследствии отобрали сорт 'Климентина'. Она максимально соответствовала требованиям, предъявляемым к сортам роз середины XX века, обладая идеальным строением цветка бокаловидной формы с высоким центром и наиболее модной в то время бриллиантово-розовой окраской.
Название сорта также имеет свою историю. Первой культурой, с которой Вера Николаевна проводила селекционную работу, были гладиолусы, и один из своих сортов она посвятила отечественному биологу с мировым именем — Клименту Тимирязеву. К сожалению, этот сорт гладиолуса был утрачен в годы Великой Отечественной войны. После войны к Вере Николаевне обратились юннаты из Московского дворца пионеров с просьбой выслать им гладиолус 'Климент Тимирязев'. Вера Николаевна ответила, что этого сорта у неё уже нет, но пообещала назвать в честь учёного свой новый сорт розы. Именно в честь Климента Аркадьевича сорт и был назван 'Климентина'.
В 1976 году сорт 'Климентина' награждён  Почётным дипломом на международном конкурсе роз в Риме.

## Биологическое описание
Куст сильнорослый, прямостоячий, до 120 см.
Листья крупные, тёмно-зелёные, глянцевые.
Цветки бриллиантово-розовые, крупные (до 12—13 см в диаметре), густомахровые  (до 70—80 лепестков), с тонким ароматом. Цветение очень обильное, непрерывное.
Рекомендуется для выгонки и декоративного оформления цветников.

## В культуре
Зоны морозостойкости: 6b—9b.